# Canatha
Canatha é um gênero de traça pertencente à família Arctiidae.